# Raión de Tim
El raión de Tim (ruso: Ти́мский райо́н) es un distrito administrativo y municipal (raión) ruso perteneciente a la óblast de Kursk. Se ubica en el este de la óblast. Su capital es Tim.
En 2021, el raión tenía una población de 10 208 habitantes.
El raión se extiende y estructura de forma alargada en torno a la carretera R298 que une Vorónezh con Kursk, que lo atraviesa de este a oeste.

## Subdivisiones
Comprende el asentamiento de tipo urbano de Tim (la capital, que forma un ayuntamiento urbano sin pedanías) y 65 localidades rurales. A efectos de autogobierno local (descentralización), estas últimas se agrupan en ocho asentamientos rurales, que reciben el nombre tradicional de selsovet (сельсовет), y que son los siguientes:
- Barkovka
- Vystretsy
- 2-e Vygornoye
- "Leninski" (sede del ayuntamiento en Postoyanovka)
- Pogozheye
- Stanovoye
- "Timski" (sede del ayuntamiento en Vvedenka)
- Uspenka

El actual mapa de autogobierno local data de varias fusiones de ayuntamientos que tuvieron lugar en 2010. Sin embargo, a efectos de división territorial de los órganos internos federales y de la óblast (desconcentración), se sigue dividiendo en los catorce gobiernos locales que se habían definido en 2004, y que crearon sus ayuntamientos conforme a dicho mapa en 2006. Los cinco selsovety que siguen existiendo como áreas administrativas, pero desde 2010 sin ayuntamiento, son:

- Kírovka (integrado en 2-e Vygornoye)
- Zarechye (integrado en Uspenka)
- Lezhenki (integrado en Uspenka)
- Rozhdéstvenka (integrado en Barkovka)
- Sokolye (integrado en Barkovka)